# Confidenze a uno sconosciuto
Confidenze a uno sconosciuto (Confidences à un inconnu) è un film del 1995 diretto da Georges Bardawil.

## Trama
Nella Russia del 1907, due anni dopo la Domenica di sangue nella città di San Pietroburgo, segnata ancora da sommovimenti popolari che porteranno alla Rivoluzione d'ottobre, Natalia, la spregiudicata moglie di un agiato dentista diviene vedova per il brutale assassinio del marito. La morte del marito, di cui è sospettata, non cambia le abitudini della giovane che continua a frequentare i suoi due amanti: un noto scultore e un giovane patriota anarchico.
Mentre con il figlio sta passeggiando lungo il fiume Neva, Natalia incontra un amabile e cortese sconosciuto al quale per sfida e spregiudicatezza confida i segreti della propria vita certa che non incontrerà più il distinto gentiluomo. Abbigliata elegantemente in abiti vedovili presenzia indifferente ai funerali del marito e resiste alle pretese degli avidi parenti sull'eredità di cui è unica beneficiaria. Coinvolta in un moto popolare di protesta soccorre una donna ferita a morte dalle guardie a cavallo e lei stessa corre il rischio di essere sciabolata se non intervenisse lo sconosciuto a salvarla e a farla riparare nella sua casa.
Il rapporto tra i due si fa sempre più confidenziale sino al punto che la vedova si offre apertamente allo sconosciuto, che però la rifiuta ma accetta di darle il denaro per fuggire dalla polizia che vuole arrestarla. Non riuscirà a fuggire e accusata di omicidio sarà proprio lo sconosciuto a salvarla.

## Critica
«Quest'opera prima, zeppa di scene-madri, del russo-francese G. Bardawil che l'ha scritta con Gilles Laurent è un indigesto timballo europeo per finanziamenti, ma, in buona sostanza, un film russo per storia, ambientazione (San Pietroburgo), produzione, regia, tecnici e alcuni attori, diretti in modo imbarazzante...»